# سحاكة (المخادر)

تعديل مصدري - تعديل

سحاكة محلة تابعة لقرية الظهرة، التابعة لعزلة السحول بمديرية المخادر إحدى مديريات محافظة إب في الجمهورية اليمنية، بلغ تعداد سكانها 156 حسب تعداد اليمن لعام 2004.